# Kniha úmrtí

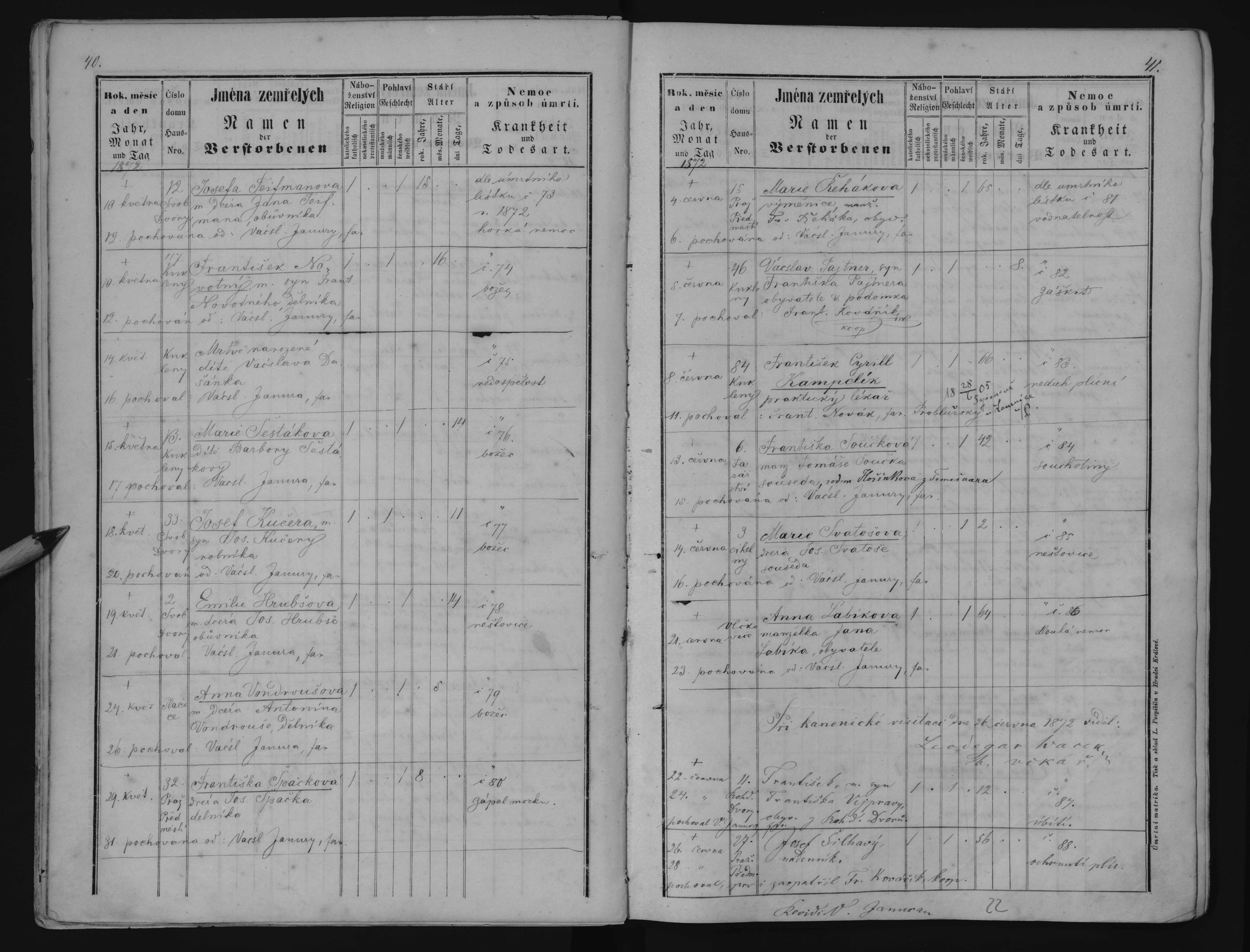
Dvoustránka z knihy úmrtí farního úřadu v Hradci Králové-Kuklenách se záznamem Františka Cyrila Kampelíka (†8. června 1872)

Kniha úmrtí je jednou z matričních knih, do které se zapisují úmrtí osob. Každý správní obvod udržuje vlastní knihu úmrtí, kde jsou sepsána veškerá úmrtí v daném obvodu a také nalezené mrtvoly ve správním obvodu.
Zápis se provádí na základě listu o prohlídce mrtvého nebo na základě rozhodnutí soudu o prohlášení osoby za mrtvou.

## Povinné údaje
V Česku se vedení knihy úmrtí řídí zákonem č. 301/2000 Sb., o matrikách, jménu a příjmení. Do knihy se zapisuje (§ 21 odst. 1):
- den, měsíc, rok a místo úmrtí,
- jméno, popřípadě jména, příjmení, popřípadě rodné příjmení, den, měsíc, rok a místo narození, rodné číslo, osobní stav, pohlaví, státní občanství a místo trvalého pobytu zemřelého,
- jméno, popřípadě jména, příjmení, popřípadě rodné příjmení, a rodné číslo žijícího manžela, partnera8a),
- datum zápisu a podpis matrikáře.

Od účinnosti současného zákona (tj. od 1. července 2001) se do knihy zemřelých nezapisuje příčina úmrtí. Tu lze podle důvodové zprávy zjistit z listu o prohlídce mrtvého, který je zařazen do sbírky listin.
Kniha úmrtí je uložena na matričním úřadě po dobu 75 let od posledního zápisu (§ 23 odst. 1 písm. d), poté je předána do územně příslušného archivu (§ 23 odst. 4, vyhláška 207/2001 § 40–41 s přílohou 3). Na žádost se vydává úmrtní list, který je vyhotoven na základě údajů z knihy úmrtí.
Do knihy úmrtí, podobně jako do dalších matričních knih, mohou zásadně nahlížet a o vystavení dokladů žádat jen oprávněné osoby, zejména členové rodiny, sourozenci a ti, kdo to potřebují pro uplatnění svých práv (§ 25 odst. 1). Pokud ale od provedení zápisu o úmrtí uplynulo nejméně třicet let, povolí matriční úřad nahlížení nebo vystaví doklad komukoli (§ 25b odst. 1). Matriční knihy předané státním oblastním archivům jsou postupně digitalizovány a zveřejňovány na internetu.

## Změny po vyhlášce č. 389/2007 Sb.
Z důvodu zavedení vyhlášky č. 389/2007 Sb. o registrovaném partnerství je možné používat starší tiskopisy až do 31. prosince 2020 za předpokladu, že v nich bude provedena změna slov „žijící manžel“ na „žijící manžel/partner“.